# Luis Caruana Gómez de Barreda
Luis Caruana Gómez de Barreda (València, 25 de desembre de 1917 - 5 de juliol de 1993) fou un militar valencià, Capità general de la V Regió Militar
Va ingressar a l'Exèrcit el 8 de febrer de 1936, assolint el grau d'alferes el 1939. Entre 1942 i 1943 va lluitar com a voluntari amb la Divisió Blava. Després es diplomà en Estat Major i fou cap d'Estat Major de la Divisió d'Infanteria Motoritzada Maestrazgo número 3 del Centre d'Instrucció de Reclutes número 7. Va ascendir a general de brigada al maig de 1974 i nomenat governador militar de Castelló de la Plana. En maig de 1978 va ascendir a general de divisió i fou nomenat governador militar de la província de València. Al mateix temps va coincidir amb el Capità general de la III Regió Militar Jaime Milans del Bosch y Ussía. El 1979 fou instructor del judici militar contra el general de la guàrdia civil Juan Atarés Peña, acusat d'increpar el tinent general Manuel Gutiérrez Mellado.
Durant el 23-F es va mantenir del costat de la legalitat però fou criticat per no haver arrestat Milans del Bosch, tal com li havia ordenat el cap d'estat major José Gabeiras Montero. Tot i això, el 2 d'octubre de 1981 fou ascendit a tinent general i va ser nomenat capità general de la V Regió Militar (Saragossa). El 14 de maig de 1983 va passar a la situació B per haver complert, l'edat reglamentària. Després va tornar a València, on va residir fins a la seva mort.